# ژان-ماری گوآسمات
ژان-ماری گوآسمات (فرانسوی: Jean-Marie Goasmat‎; ۲۸ مارس ۱۹۱۳ – ۲۱ ژانویهٔ ۲۰۰۶) دوچرخه‌سوار اهل فرانسه بود.